# Emac

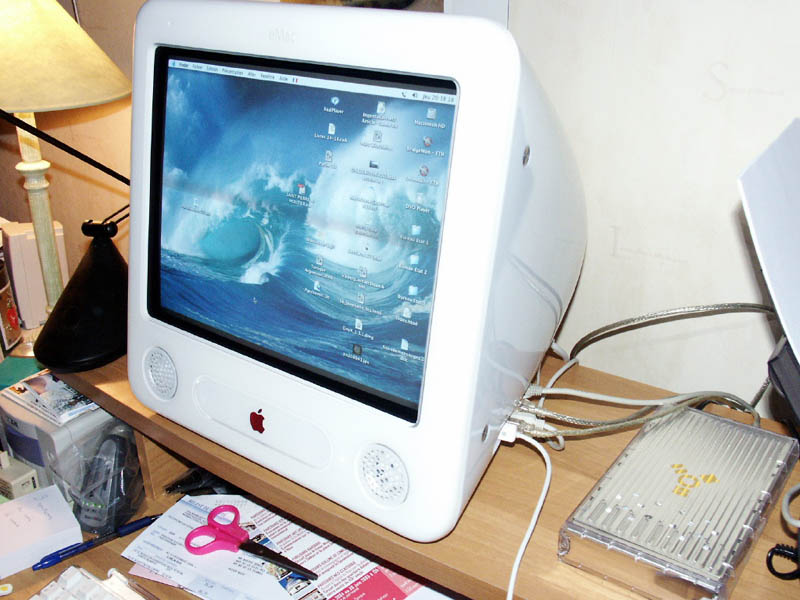
Apple Emac.

Emac "Education Mac", är en stationär Macintosh-dator tillverkad av Apple Computer. Den var ursprungligen riktad till utbildningsmarknaden, för att senare bli tillgänglig för massmarknaden som alternativ till Apples Imac. Emac är en vit och ergonomisk allt-i-ett-design som påminner mycket om första generationens Imacs. Emac har en PowerPC G4-processor som är markant snabbare än den äldre Imacens G3, och en större skärm: 17 tum. Apple lade ner Emac den 5 juli 2006 och ersatte den med en billigare ingångsmodell av Imac enbart för utbildningsmarknaden.

## Specifikationer

### Originalversionen (introducerad29 april2002)
- Släppt 4 juni 2002
- 700 MHz G4-processor med 256 kB L2-cache
- 100 MHz systembuss
- 128 eller 256 MB PC100 SDRAM (Maximalt 1 GB)
- 40 GB ATA-hårddisk
- CD-ROM eller Combo drive. Senare blev Superdrive ett tillval.
- AGP 2X-buss
- NVIDIA Geforce2 MX med 32 MB minne
- 17 tum CRT-skärm (1280 × 960)
- Mini-VGA-utgång (spegling)
- I/O-portar: 3x USB 1.1 (12 Mbps) och 2x Firewire 400
- Ljud: ingång, utgång och mikrofon
- Inbyggda 16 watt stereohögtalare
- 56k-modem (tillval för modellen med CD-ROM), 100 Mbps Ethernet och Airport-förberedd (11 Mbps 802.11b)
- Apple Pro Keyboard och Apple Pro Mouse
- Mac OS Classic 9.2.2, Mac OS "Puma" v10.1.4 eller nyare (senare "Jaguar" v10.2)
- Apples tekniska specifikationer

### Första revisionen (introducerad6 maj2003)
- 800 MHz eller 1 GHz G4-processor med 256 kB L2-cache
- 133 MHz systembuss
- 128 eller 256 MB PC133 SDRAM (max 1 GB)
- 40, 60 eller 80 GB ATA-hårddisk
- CD-ROM, Combo Drive eller Superdrive (2x-fart)
- AGP 4X-buss
- ATI Radeon 7500 med 32 MB minne
- 17 tum CRT-skärm (1280 × 960)
- Mini-VGA-utgång (spegling) samt video-utgång (S-video och composite)
- I/O-portar: 3x USB 1.1 (12 Mbps) och 2x Firewire 400
- Ljud: ingång, utgång och mikrofon
- Inbyggda 16 watt stereohögtalare
- 56k-modem, 100 Mbps Ethernet och Airport Extreme-förberedd (54 Mbps 802.11g)
- Apple Pro Keyboard och Apple Pro Mouse
- Mac OS Classic 9.2.2, Mac OS "Jaguar" v10.2 (senare "Panther" v10.3)
- Noterbart: modellerna med CD-ROM och Combo Drive kunde starta datorn även med Mac OS 9.
- Apples tekniska specifikationer

### Andra revisionen (introducerad13 april2004)
- 1.25 GHz G4-processor (PowerPC 7447) med 512 kB L2-cache
- 167 MHz systembuss
- 256 MB PC2700 "DDR333"-minne (max 2 GB)
- 40 eller 80 GB ATA/100-hårddisk. Upp till 160 GB som tillval.
- Combo Drive eller Superdrive (4x-fart)
- AGP 4X-buss
- ATI Radeon 9200 med 32 MB minne
- 17 tum CRT-skärm (1280 × 960)
- Mini-VGA-utgång (spegling) samt video-utgång (S-video och composite)
- I/O-portar: 3x USB 2.0 (480 Mbps) och 2x Firewire 400
- Ljud: ingång, utgång och mikrofon
- Inbyggda 16 watt stereohögtalare
- 56k-modem, 100 Mbps Ethernet och AirPort Extreme-förberedd (54 Mbps 802.11g)
- Inbyggd Bluetooth (tillval)
- Apple Pro Keyboard och Apple Pro Mouse
- Mac OS "Panther" v10.3 (och Classic-motor)
- Apples tekniska specifikationer

### Tredje/sista revisionen (introducerad3 maj2005)
- 1.42 GHz G4-processor (PowerPC 7447) med 512 kB L2-cache
- 167 MHz systembuss
- 256 eller 512 MB PC2700 "DDR333"-minne (max 2 GB)
- 80 eller 160 GB ATA/100-hårddisk
- Combo Drive eller Superdrive (16x-fart) med DL-stöd
- AGP 4X-buss
- ATI Radeon 9600 med 64 MB minne
- 17 tum CRT-skärm (1280 × 960)
- Mini-VGA-utgång (spegling) samt video-utgång (S-video och composite)
- I/O-portar: 3x USB 2.0 (480 Mbps) och 2x Firewire 400
- Ljud: ingång, utgång och mikrofon
- Inbyggda 16 watt stereohögtalare
- 56k-modem, 100 Mbps Ethernet och Airport Extreme-förberedd (54 Mbps 802.11g)
- Inbyggd Bluetooth (tillval)
- Apple Pro Keyboard och Apple Pro Mouse
- Mac OS "Tiger" v10.4 (och Classic-motor)
- Noterbart: utbildningsmarknaden hade även billigare modeller med 1.25 GHz G4, ingen optisk enhet eller CD-ROM, samt billigare grafikkortet Radeon 9200 med 32 MB, dessutom utan modem för att hålla nere priset ytterligare.
- Apples tekniska specifikationer